# Самоковская епархия
Са́моковская епа́рхия (болг. Самоковска епархия) — историческая епархия Болгарской православной церкви.

## История
В 1578 году из-за насильственной исламизации Крупника, расположенному се на военной дороге из Пловдива (Фракия) к Черногории и Боснии, митрополит Крупнишский Иоасаф переместил кафедру Крупнишской епархии в Самоков и стал первым Самоковский епископом.
До 1766 года Самоковская епархия была частью Печского патриархата, после упразднения которого в 1766 году вошла в состав Константинопольского патриархата.
В 1870 году с учреждением Болгарского экзархата вошла в его состав. Территория Самоковской епархии охватывала земли вокруг городов Самоков, Горна Джумая, Крупник и Разлог. В 1878 году из состава епархии была отделена Горноджумайская кааза, присоединённая к Мелнишской епархии Константинопольского патриархата.
Согласно уставу Экзархата от 1871 года несколько епархий должны быть упразднены после смерти их титулярных митрополитов. После смерти митрополита Кюстендильского Илариона в 1884 году была расформирована Кюстендильская епархия, а в 1907 году после смерти митрополита Самоковского Досифея (Стойчева) упразднена и Самоковская епархия. Её территория отошла Софийской епархии.

## Митрополиты
Печская патриархия
- Иоасаф (упом. 1578)
- Ананий (упом. XVI—XVII)
- Висарион (упом. 1683)
- Нектарий (упом. 1703—1706)[2]
- Виссарион II (споменава се след 1715 г.)
- Кирилл (упом. 1725)
- Ефрем (упом. 1732[3]; починал на 04.04.173? г.[4])
- Симеон (упом. 1734[5] — 21 августа 1737[6])
- Мелетий (упом. 1744 г.[7])
- Анфим
- Серафим
- Неофит (упом. 1753[8] — 16 апреля 1778[9])

Константинопольский патриархат
- Филотей (апрель 1778—1819)[10]
- Иерофей (избран през май 1819, преместен през 1826 г.)[11]
- Игнатий (избран през юли 1826, убит от един луд на 9.06.1829 г.)
- Игнатий II (избран през юни 1829, заточен в Трапезунд през 1837 г.)
- Иеремия (16 ноября 1837—1846)[12]
- Матфей (июнь 1846 — 28 ноября 1859)[13]
- Неофит (13 мая 1861 — 11 декабря 1861)
- Иларион (Михайлов) (23 октября 1872 — 16 июля 1874)

Болгарская православная церковь
- Досифей (Стойчев) (25 апреля 1872 — 14 июня 1907)